# Gdańsk Wiślany
Gdańsk Wiślany (niem. Weichsel-Bahnhof) – dawna stacja przeładunkowa na obszarze portu morskiego w Gdańsku.

## Historia

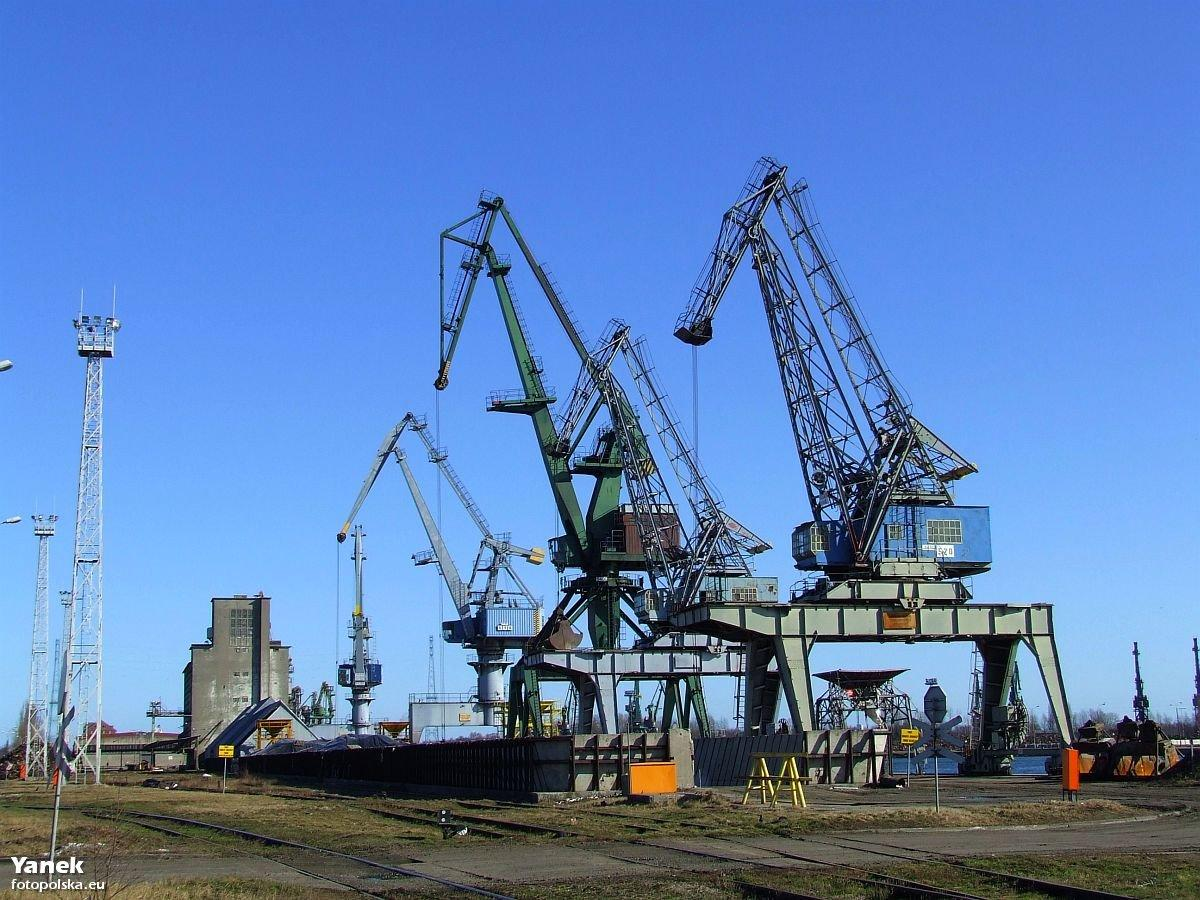
Teren stacji współcześnie

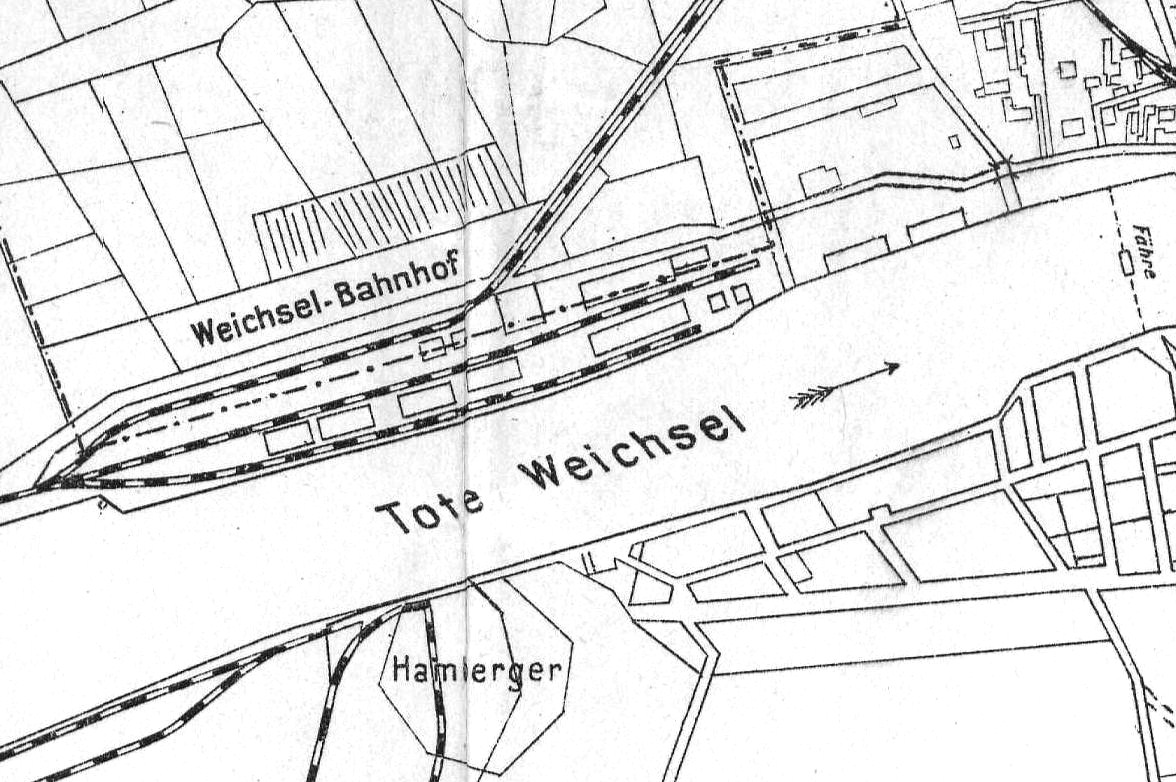
Dworzec Wiślany i Martwa Wisła na starym planie

Dworzec Wiślany znajdował się w okolicach Nabrzeża Wiślanego nad Martwą Wisłą, wzdłuż zbudowanej w latach 1803–1805 ul. Wiślnej (Broschkischerweg). Obejmował okoliczną infrastrukturę magazynowo-spichrzową.
W roku 1889 obszar przeładunkowy dworca uzyskał bezpośrednie połączenie kolejowe. Na obszarze dworca znajdowały się kasa towarowa i placówka odpraw celnych. Po przebudowie systemu kolei wewnątrzportowej (na przełomie XIX i XX wieku) obszar dworca był osiągalny od strony stacji rozrządowej Gdańsk Zaspa Towarowa, wzdłuż dzisiejszej ulicy Wyzwolenia w dzielnicy Nowy Port (linia kolejowa nr 722), jak również od ww. stacji pod wiaduktem ul. Marynarki Polskiej od strony Młynisk.
We wrześniu 1900 została uruchomiona przebiegająca obok Dworca Wiślanego linia tramwaju elektrycznego z Nowego Portu, wzdłuż ul. Wiślnej przez Nabrzeże Wiślane, do Śródmieścia (po zbudowaniu w 1929 nowej ulicy - ul. Marynarki Polskiej z linią tramwajową, trasa wzdłuż nabrzeża portowego została zlikwidowana).
Znaczenie przeładunkowe Dworca Wiślanego zmalało po powstaniu Portu Północnego (wyłączenie ciężkich składów towarowych z centrum Gdańska). Znaczącą część tzw. mocy przeładunkowych dworca przejął również nowoporcki Wolny Obszar Celny. Istniały również (niezrealizowane) plany przekształcenia nabrzeży Dworca Wiślanego  pod kątem przeładunków śródlądowych w ramach "Programu Wisła".